# Squalus raoulensis
Squalus raoulensis es una especie de elasmobranquio escualiforme de la familia Squalidae.

## Descripción
La longitud del espécimen más largo medido es de 68.1 cm (26.8 pulgadas).